# Davorin Cek
Davorin Cek (partizansko ime Danilo Čikonja), slovenski študent strojništva, * 1. avgust 1919, Hrušica, Ilirska Bistrica, † (?) 1945, koncentracijsko taborišče Mauthausen.
Ljudsko šolo je pričel obiskovati v rojstnem kraju. Enajstletnega so starši poslalo v goriško malo semenišče, kjer je že študiral starejše brat Štefan. Po dveh letih je zapustil semenišče in ilegalno zbežal čez državno mejo v Kraljevino Jugoslavijo. V Zagrebu je končal srednjo šolo ter se nato vpisal na ljubljansko tehniško fakulteto. Kot aktiven nasprotnik fašističnega režima je zabredel v težave in se po 3. letniku študija strojništva leta 1941 vrnil domov. Zaposlil se je na občini v Podgradu. Spomladi 1942 se pridružil narodnoosvobodilni borbi na Primorskem in postal 1943 sekretar rajonskega komiteja Skoja za Kras, od februarja 1944 pa predsednik pokrajinskega odbora Zveze slovenske mladine za Slovensko primorje. Poleti 1944 ga je gestapo aretiral, zaprl v tržaških zaporih ter kasneje odpeljal v koncentracijsko taborišče Mauthausen, kjer je umrl.